# 邦德 (科羅拉多州)
邦德（英語：Bond）是位於美國科羅拉多州伊格爾縣的一個非建制地區。該地的面積和人口皆未知。

## 地理
邦德的座標為39°52′27″N 106°41′15″W / 39.87417°N 106.68750°W，而該地的平均海拔高度為2012米（即6600英尺）。